# Edward José
Edward José (Rotterdam, 5 juli 1865 – Nice, 18 december 1930) was een Belgisch regisseur, acteur en scenarioschrijver.

## Biografie
José werd geboren in Rotterdam op 5 juli 1865. Tussen 1910 en 1925 regisseerde hij 42 stomme films. Hij werkte met bekende acteurs en actrices uit die tijd, zoals Theda Bara, Virginia Pearson, Valeska Suratt, Geraldine Farrar, Pearl White, Boris Karloff en Montagu Love.
José overleed in 1930 op 65-jarige leeftijd.
- Bibliothèque nationale de France: cb14685051h (data)
- Gemeinsame Normdatei: 1198753641
- International Standard Name Identifier: 0000 0000 3714 3647
- Library of Congress Control Number: n88226236
- SNAC: w6hh7f4g
- Système universitaire de documentation: 174823436
- Virtual International Authority File: 1573433
- WorldCat: E39PBJtRGvh9dJFqCx3YMDdRKd